# ЕНІКС Є95М
Є95М (рос. Е95М) — російський реактивний дрон-мішень виробництва компанії «ЕНІКС».
Літальний апарат призначений для тренування льотчиків та обслуги ППО та радарів. Він може імітувати такі дозвукові цілі, як крилаті ракети, планерні бомби, БПЛА тощо.

## Опис
Дрон оснащений пульсуючим реактивним двигуном, що працює на бензині. Ресурс двигуна достатній для 10 запусків.
Запуск мішені здійснюється з наземної пускової установки — пневматичної катапульти. Після зльоту Є95М виходить на задану висоту та виконує політ з виконанням заданих маневрів, а потім — здійснює посадку на парашуті за радіокомандою із землі або ж за програмою.
Окрім повітряної мішені Є95М, до складу комплексу входять автономна наземна станція управління, пускова установка та комплект технологічного обладнання.

## Характеристики
На сайті виробника заявлено такі характеристики[ангажоване джерело]:
Загальні характеристики
- Екіпаж (дистанційно): 6 осіб: командир, оператор наземної станції управління, оператор авіаційного та радіоелектронного обладнання, оператор пускової установки та два механіки-водії[1].
- Довжина: 2,1 м
- Розмах крила: 2,4 м
- Діаметр фюзеляжа: 0,25 м
- Злітна маса: 70 кг
- Силова установка: 1 × М135 ПуПРД

Тактичні характеристики
- Максимальна швидкість: 300—400 км/год
- Бойовий радіус: до 50 км
- Тривалість польоту: 30 хв
- Практична стеля: до 3000 м
- Тяга: 15 кгс

Обладнання
- Лінза Люнеберґа або кутниковий відбивач, трасери, ІЧ-пастки.

## Застосування
За даними АрміяInform протягом 2012—2016 років було здійснено близько 400 пусків.
Під час російського вторгнення в Україну (з 2022) було помічено застосування Є95М, ймовірно, як ракети-обманки для виявлення українських систем ППО. В них було знайдено компоненти виробництва Texas Instruments.

## Оператори
- Росія: ймовірно, кілька сотень одиниць[1].